# Rong’an
Der Kreis Rong’an (chinesisch 融安县, Pinyin Róng’ān Xiàn; Zhuang Yungz'anh Yen) ist ein Kreis in der bezirksfreien Stadt Liuzhou im Autonomen Gebiet Guangxi der Zhuang-Nationalität in der Volksrepublik China. Er hat eine Fläche von 2.899 km² und zählt 303.100 Einwohner (Stand: Ende 2018). Sein Hauptort ist die Großgemeinde Chang’an (长安镇).

## Administrative Gliederung
Auf Gemeindeebene setzt sich der Kreis aus sechs Großgemeinden und sechs Gemeinden zusammen. 